# Escut de l'Ametlla del Vallès
L'escut oficial de l'Ametlla del Vallès té el següent blasonament:
Escut caironat partit i semitruncat: 1r. de sinople, un ametlló d'or; 2n. d'argent, una creu plena de gules; 3r. d'or, 4 pals de gules. Per timbre una corona mural de poble.

## Història
Va ser aprovat per l'ajuntament el 7 de juny de 1989 i publicat al DOGC núm. 1161 del 28 de juny del mateix any.
L'ametlló és un símbol parlant i la creu i els Quatre Pals fan referència al fet que el poble fou "carrer de Barcelona".